# Stadium (album d'Akon)
Pour les articles homonymes, voir Stadium.
Albums de Akon
Freedom
(2009)
Stadium devait être le quatrième album studio du chanteur Akon. L'album devait à l'origine s'appeler Stadium Music, toutefois cela n'a pas été le cas. Lors d'une interview, Akon mentionnait le fait que l'album puisse être gratuit afin de remercier ses nombreux fans qui attendent cet album depuis 2009 et qui a été repoussé plusieurs fois. À ce jour, aucune date de sortie n'est encore indiquée.

## Production
L'enregistrement a commencé fin 2009 et l'album est d'abord prévu pour sortir au printemps-été 2010.
Akon annonce en novembre 2015 que l'album devrait sortir en quatre versions (Stadium-Island, Stadium-Urban, Stadium-World et Stadium-House) disponibles uniquement via une application mobile. Il justifiait par ailleurs le retard de sortie : « L’album va sortir cette année, c’est sûr. Il y a eu pas mal de problèmes dans l’industrie du disque ces 5 dernières années. Mon dernier album sorti en 2008. Le nouvel album devait sortir en 2010 pendant la Coupe du Monde en Afrique du Sud, mais il y a eu des difficultés dans le business, des gens ont perdu leur travail et j’en ai pâti. Je ne voulais pas sortir cet album sans pouvoir en faire la promo et sans marketing. Alors j’ai attendu que les choses s’arrangent. Et grâce à mes diverses activités en dehors de la musique, j’ai pu racheter mon contrat et faire les choses à ma manière ».
Plusieurs singles sont sortis en 2015 mais l'album n'est toujours pas disponible.